# Palacio Republicano
El Palacio Republicano o el Palacio Presidencial (en árabe: القصر الجمهوري‎) es un palacio en Bagdad, Irak, construido por orden del rey Faisal II. Era el lugar preferido de Sadam Huseín para recibir a los jefes de Estado visitantes. Los Estados Unidos protegieron el palacio durante la invasión de Irak en 2003, en la creencia de que podría disponer de documentos valiosos. La Zona Verde fue desarrollada a su alrededor. El palacio fue la sede del Gobierno de Ocupación estadounidense de Irak.
El palacio fue encargado por el rey Faisal II de Irak en la década de 1950 como la nueva residencia real oficial tras su boda prevista con la princesa egipcia Sabiha Fazila Khanim Sultan. Fue construido por Harold  Claridge, arquitecto de las Fuerzas Armadas británicas. Él también había supervisado la construcción de las casas del parlamento de Bagdad, y diversos memoriales de guerra en Egipto. El rey nunca viviría en el palacio, ya que fue asesinado antes de su boda en el golpe de Estado de 1958. El palacio cambió de nombre a Palacio de la República tras el derrocamiento.